# Xiphocentron serestus
Xiphocentron serestus är en nattsländeart som beskrevs av Schmid 1982. Xiphocentron serestus ingår i släktet Xiphocentron och familjen Xiphocentronidae. Inga underarter finns listade i Catalogue of Life.